# Hrabstwo Custer (Kolorado)

Piramida wieku hrabstwa

Hrabstwo Custer (ang. Custer County) to hrabstwo w stanie Kolorado w Stanach Zjednoczonych. Hrabstwo zajmuje powierzchnię 1 916,33 km². Według szacunków United States Census Bureau w roku 2006 liczyło 3 926 mieszkańców. Siedzibą administracyjną hrabstwa jest Westcliffe.

## Miasta
- Silver Cliff
- Westcliffe